# Taxímetre (nàutica)

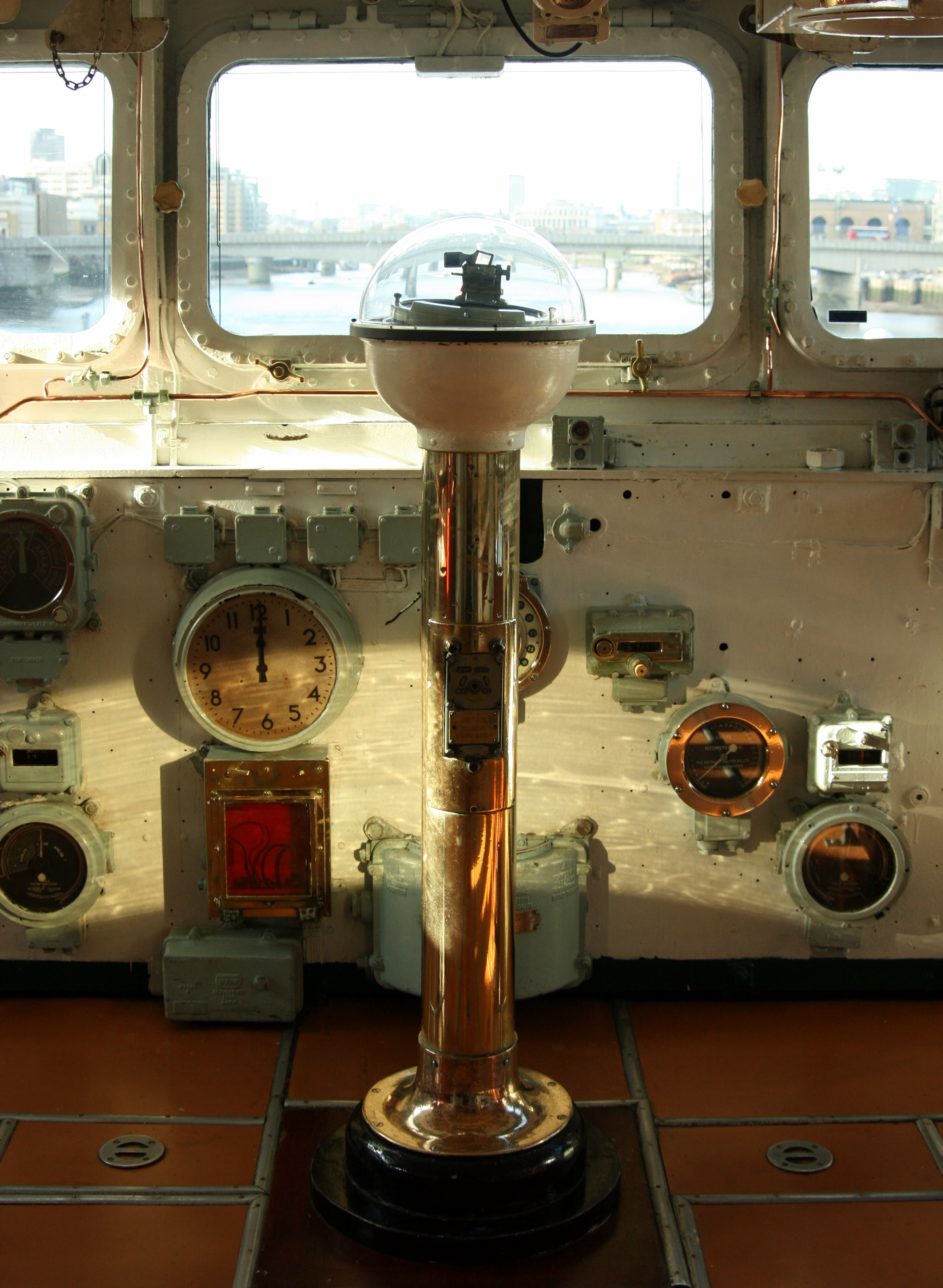
Taxímetre a bord de l'HMS Belfast

Un taxímetre (en anglès Pelorus, el pilot d'Annibal) és, en la navegació marítima, una eina de referència per mantenir el rumb d'un vaixell al mar. Es tracta d'una "brúixola simplificada" sense element director, muntada adequadament i amb alidades per permetre l'observació de marcatges relatius.

## Ús antic
Harold Gatty va descriure l'ús d'un taxímetre per part dels polinesis anterior a l'ús de la brúixola. En les aigües equatorials, el rumb nocturn de les estrelles és gairebé uniforme durant tot l'any. Aquesta regularitat va simplificar la navegació per als polinesis utilitzant un taxímetre o una brúixola simulada:
| «                      | Els àrabs van dividir l'horitzó en 32 punts. Aquests punts es derivaven de quinze estrelles que s'elevaven en punts aproximadament igualment espaiats de l'horitzó oriental. Els punts de configuració d'aquestes estrelles a l'horitzó occidental els van donar quinze punts més i el nord i el sud van portar el total a trenta-dos. Aquests navegants consumats tenien noms per a cent cinquanta estrelles. Coneixien el punt de l'horitzó on s'aixecava cadascuna d'aquestes, i el moment en què ho feia. Coneixien les illes per on passaven cadascuna. Molts dels pobles del Pacífic utilitzaven la brúixola de trenta-dos punts. Considero que això podria ser la prova de l'origen indo-malai dels polinesis. | » |
| — Nature Is Your Guide | |   |

Llegint de nord a sud, en les seves posicions ascendents i posteriors, aquestes estrelles són:
| Punt | Estrella                   |
| ---- | -------------------------- |
| N    | Polaris                    |
| NbE  | "Les guardes" (Ossa Menor) |
| NNE  | Alfa Óssa Major            |
| NEbN | Alpha Cassiopeiae          |
| NE   | Capella                    |
| NEbE | Vega                       |
| ENE  | Arcturus                   |
| EbN  | les Plèiades               |
| E    | Altair                     |
| EbS  | El cinturó d'Orió          |
| ESE  | Sírius                     |
| SEbE | Beta Scorpionis            |
| SE   | Antares                    |
| SEbS | Alfa Centauri              |
| SSE  | Canopus                    |
| SbE  | Achernar                   |
| S    | Creu del Sud               |

La veritable posició d'aquestes estrelles només és aproximada als seus teòrics rumbs equidistants en la brúixola sideral. Amb el temps, l'elaboració dels punts del taxímetre va donar lloc a la moderna rosa dels vents.

## Ús modern
En aparença i ús, un taxímetre s'assembla a una brúixola o un repetidor de brúixola, amb alidades d'albirament o un telescopi d'albirament adjuntats, però no té propietats directives. És a dir, es manté en qualsevol direcció relativa a la qual es fixa. Generalment s'utilitza fixant 000° a la línia del visor. Aleshores s'observen els marcatges relatius. Es poden convertir en rodaments veritables, magnètics, de quadrícula, etc., afegint la direcció adequat. L'ús directe de marcatges relatius de vegades és valuós. Un taxímetre és útil, per exemple, per determinar el moment en què una ajuda a la navegació és ampla a la biga. També és útil per mesurar parells de marcatges relatius que es poden utilitzar per determinar la distància al marge d'una ajuda a la navegació.
Si la direcció real s'estableix a la línia del visor, s'observen directament marcatges reals. De la mateixa manera, que es poden observar els marcatges de la brúixola si la direcció de la brúixola es fixa a la línia del visor, etc. No obstant això, l'embarcació s'ha d'ubicar en el rumb al qual està fixat el taxímetre si es volen obtenir resultats precisos, o bé s'ha d'aplicar una correcció als resultats observats. Potser la manera més senzilla d'evitar errors és que el timón indiqui quan el vaixell està en rumb. Això es fa generalment cridant "marca, marca, marca" sempre que el vaixell estigui dins d'una fracció especificada d'un grau del rumb desitjat. L'observador, que està observant un objecte llunyà a través del pelorus, selecciona un instant quan el vaixell està estable i està en rumb. Un mètode alternatiu és fer que l'observador digui "marca" quan el marcatge relatiu sigui estable, i el governant anoti la direcció. Si la brúixola es balanceja en el moment de l'observació, l'observació s'ha de rebutjar. El nombre de graus entre els encapçalaments desitjats i reals s'afegeix si el vaixell es troba a la dreta del rumb, i es resta si a l' esquerra. Així, si el rumb és de 060° i el rumb és de 062° en el moment de l'observació, s'afegeix una correcció de 2° al rumbo.